# Liste der NBA-Spieler aus deutschsprachigen Nationen

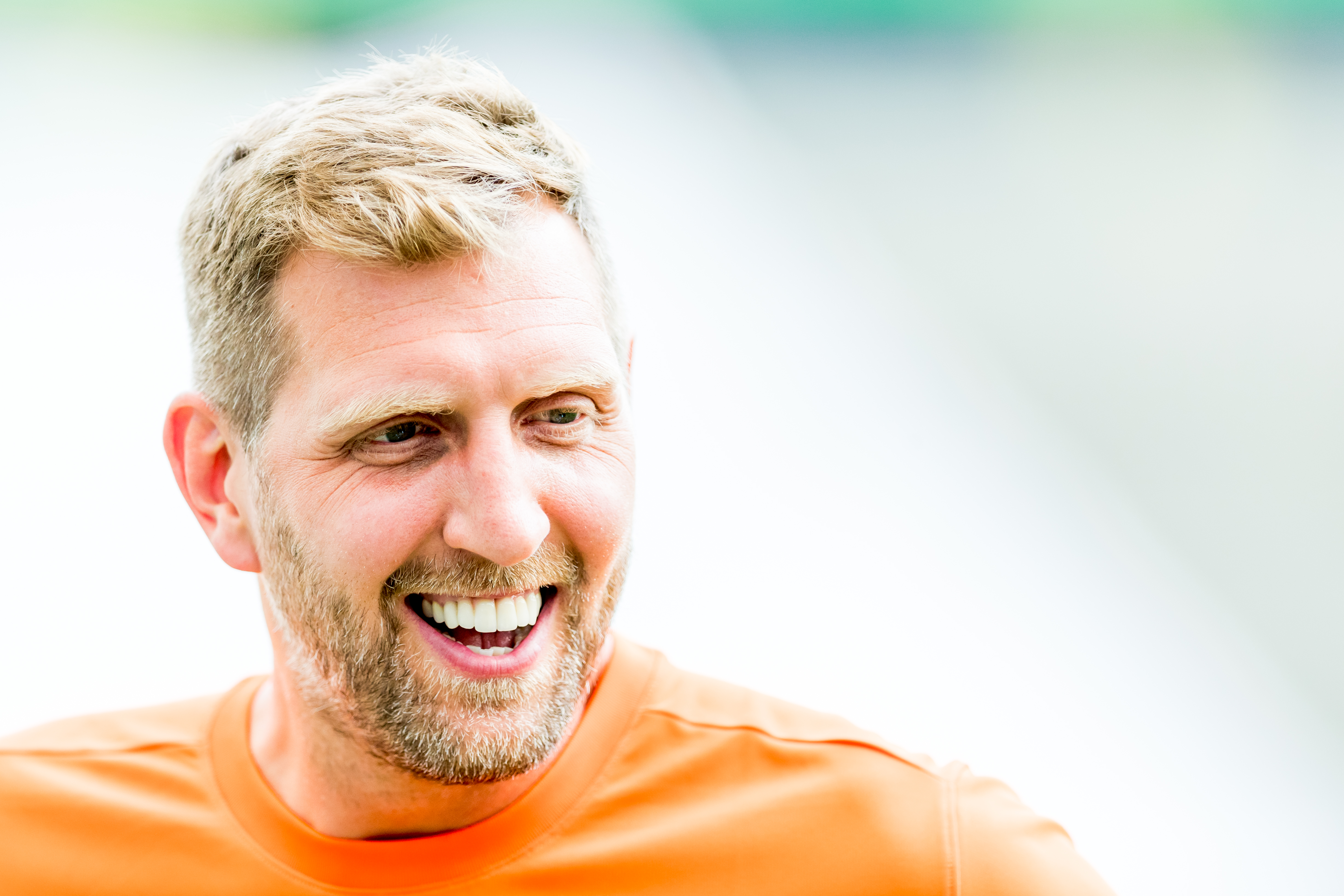
Dirk Nowitzki, erster Deutscher in der Naismith Memorial Basketball Hall of Fame

Die Liste der NBA-Spieler aus deutschsprachigen Nationen beinhaltet alle Basketballspieler, die in einem deutschsprachigen Land geboren wurden oder die Staatsbürgerschaft eines deutschsprachigen Landes besitzen oder besessen haben und in der National Basketball Association (NBA) aktiv sind oder waren. Als deutschsprachige Nationen gelten hierbei Deutschland, Österreich, die Schweiz, Luxemburg und Liechtenstein.
Die erste der beiden Listen enthält Spieler, die die Staatsbürgerschaft durch das Prinzip der Abstammung und/oder des Geburtsortes erworben haben, sowie Eingebürgerte (wie Chris Kaman), Ausgebürgerte (wie Detlef Schrempf), Einwanderer (wie Boniface N’dong) und Auswanderer (wie Frido Frey und Chuck Hoefer, die zum Zeitpunkt ihrer NBA-Karriere nur noch die amerikanische Staatsbürgerschaft besaßen).
Den statistischen Informationen werden ausschließlich Spiele der regulären Saison zu Grunde gelegt, den Jahreszahlen ausschließlich die tatsächlichen Einsatzjahre, wobei „heute“ nicht notwendigerweise einen aktuellen Saisoneinsatz voraussetzen muss. Franchises werden nur für tatsächliche Einsätze gemäß der vorgenannten Regel angegeben, ebenso die Anzahl an Spielzeiten, auch wenn diese von der gültigen Anzahl an Dienstjahren gemäß dem NBA Collective Bargaining Agreement abweichen sollte.

## Legende
Stand: Ende der Regular Season 2024/25.
| R     | Im Nationalteam repräsentierte Nationalität         |
| Pos.  | Position                                            |
| S     | Aktive Spielzeiten                                  |
| Sp    | Absolvierte Spiele                                  |
| PpS   | Punkte pro Spiel                                    |
| RpS   | Rebounds pro Spiel                                  |
| ApS   | Assists pro Spiel                                   |
| Q     | Quelle                                              |
| k. A. | keine Angabe                                        |
| fett  | Aktuelles Franchise, sofern nicht zuletzt gelistet  |
|       | Aktuell aktiver NBA-Spieler (Stand: Saison 2024/25) |

## Spieler mit der Staatsbürgerschaft eines deutschsprachigen Landes
| Spieler0               | Nationalität0                      | R0                 | Geburtsort        | Pos.            | von  | bis   | S  | Sp    | PpS  | RpS   | ApS | Franchises | Q      |
| ---------------------- | ---------------------------------- | ------------------ | ----------------- | --------------- | ---- | ----- | -- | ----- | ---- | ----- | --- | --- | ------ |
| Dirk Nowitzki          | Deutschland                        | Deutschland        | Würzburg          | Forward         | 1999 | 2019  | 21 | 1.522 | 20,7 | 7,5   | 2,4 | Dallas Mavericks | [ 1 ]  |
| Detlef Schrempf        | Deutschland Vereinigte Staaten     | Deutschland        | Leverkusen        | Forward         | 1985 | 2001  | 16 | 1.136 | 13,9 | 6,2   | 3,4 | Dallas Mavericks, Indiana Pacers, Seattle SuperSonics, Portland Trail Blazers                                                                                     | [ 2 ]  |
| Thabo Sefolosha        | Schweiz                            | Schweiz            | Vevey             | Guard/ Forward  | 2006 | 2020  | 14 | 869   | 5,7  | 3,7   | 1,4 | Chicago Bulls, Oklahoma City Thunder, Atlanta Hawks, Utah Jazz, Houston Rockets                                                                                   | [ 3 ]  |
| Dennis Schröder        | Deutschland                        | Deutschland        | Braunschweig      | Guard           | 2013 | heute | 12 | 842   | 13,9 | 2,9   | 4,9 | Atlanta Hawks, Oklahoma City Thunder, Los Angeles Lakers, Boston Celtics, Houston Rockets, Toronto Raptors, Brooklyn Nets, Golden State Warriors, Detroit Pistons | [ 4 ]  |
| Shawn Bradley          | Deutschland Vereinigte Staaten     | Deutschland        | Landstuhl         | Center          | 1993 | 2005  | 12 | 832   | 8,1  | 6,3   | 0,7 | Philadelphia 76ers, New Jersey Nets, Dallas Mavericks | [ 5 ]  |
| Chris Kaman            | Deutschland Vereinigte Staaten     | Deutschland        | Grand Rapids      | Center          | 2003 | 2016  | 13 | 735   | 11,2 | 7,6   | 1,3 | Los Angeles Clippers, New Orleans Hornets, Dallas Mavericks, Los Angeles Lakers, Portland Trail Blazers                                                           | [ 6 ]  |
| Clint Capela           | Schweiz                            | Schweiz            | Genf              | Center          | 2014 | heute | 11 | 664   | 12,0 | 10,5  | 1,0 | Houston Rockets, Atlanta Hawks | [ 7 ]  |
| Jakob Pöltl            | Österreich                         | Osterreich         | Wien              | Center          | 2016 | heute | 9  | 595   | 8,9  | 7,0   | 1,8 | Toronto Raptors, San Antonio Spurs | [ 8 ]  |
| Maxi Kleber            | Deutschland                        | Deutschland        | Würzburg          | Forward         | 2017 | heute | 8  | 440   | 6,4  | 4,4   | 1,2 | Dallas Mavericks | [ 9 ]  |
| Daniel Theis           | Deutschland                        | Deutschland        | Salzgitter        | Forward/ Center | 2017 | 2025  | 8  | 411   | 7,1  | 4,7   | 1,3 | Boston Celtics, Chicago Bulls, Houston Rockets, Indiana Pacers, Los Angeles Clippers, New Orleans Pelicans                                                        | [ 10 ] |
| Isaiah Hartenstein     | Deutschland Vereinigte Staaten     | Deutschland        | Eugene            | Center          | 2018 | heute | 7  | 379   | 6,8  | 6,4   | 2,0 | Houston Rockets, Denver Nuggets, Cleveland Cavaliers, Los Angeles Clippers, New York Knicks, Oklahoma City Thunder                                                | [ 11 ] |
| Moritz Wagner          | Deutschland                        | Deutschland        | Berlin            | Forward         | 2018 | heute | 7  | 363   | 9,2  | 4,0   | 1,2 | Los Angeles Lakers, Washington Wizards, Boston Celtics, Orlando Magic                                                                                             | [ 12 ] |
| Franz Wagner           | Deutschland                        | Deutschland        | Berlin            | Forward         | 2021 | heute | 4  | 291   | 19,1 | 4,8   | 3,7 | Orlando Magic | [ 13 ] |
| Austin Reaves          | Deutschland Vereinigte Staaten     | Vereinigte Staaten | Newark            | Guard           | 2021 | heute | 4  | 280   | 14,5 | 3,8   | 4,3 | Los Angeles Lakers | [ 14 ] |
| Uwe Blab               | Deutschland                        | Deutschland        | München           | Center          | 1985 | 1990  | 5  | 235   | 2,1  | 1,8   | 0,4 | Dallas Mavericks, Golden State Warriors, San Antonio Spurs | [ 15 ] |
| Isaac Bonga            | Deutschland                        | Deutschland        | Neuwied           | Guard           | 2018 | 2022  | 4  | 143   | 3,1  | 2,2   | 0,8 | Los Angeles Lakers, Washington Wizards, Toronto Raptors | [ 16 ] |
| Christian Welp         | Deutschland                        | Deutschland        | Delmenhorst       | Center          | 1987 | 1990  | 3  | 109   | 3,3  | 2,4   | 0,4 | Philadelphia 76ers, San Antonio Spurs, Golden State Warriors | [ 17 ] |
| Paul Zipser            | Deutschland                        | Deutschland        | Heidelberg        | Forward         | 2016 | 2018  | 2  | 98    | 4,7  | 2,6   | 0,8 | Chicago Bulls | [ 18 ] |
| Dalibor Bagarić        | Deutschland Kroatien               | Kroatien           | München           | Center          | 2000 | 2003  | 3  | 95    | 2,6  | 2,5   | 0,4 | Chicago Bulls | [ 19 ] |
| Tristan da Silva       | Brasilien Deutschland              | U20                | München           | Forward         | 2024 | heute | 1  | 74    | 7,2  | 3,3   | 1,5 | Orlando Magic | [ 20 ] |
| Kyshawn George         | Kanada Schweiz                     | U21                | Aigle             | Guard           | 2024 | heute | 1  | 68    | 8,7  | 4,2   | 2,5 | Washington Wizards | [ 21 ] |
| Charlie „Dutch“ Hoefer | Deutsches Reich Vereinigte Staaten |                    | Hanau             | Guard           | 1946 | 1947  | 2  | 65    | 5,6  | k. A. | 0,6 | Toronto Huskies, Boston Celtics | [ 22 ] |
| Ariel Hukporti         | Deutschland                        | U18                | Stralsund         | Center          | 2024 | heute | 1  | 25    | 1,9  | 2,0   | 0,4 | New York Knicks | [ 23 ] |
| Frido Frey             | Deutsches Reich Vereinigte Staaten |                    | Nürnberg          | Forward         | 1947 | 1947  | 1  | 23    | 3,8  | k. A. | 0,6 | New York Knicks | [ 24 ] |
| Alvin Jones            | Luxemburg Vereinigte Staaten       | Luxemburg          | Luxemburg         | Forward         | 2001 | 2002  | 1  | 23    | 1,1  | 1,6   | 0,1 | Philadelphia 76ers | [ 25 ] |
| Boniface N’dong        | Deutschland Senegal                | Senegal            | Mbour             | Center          | 2005 | 2006  | 1  | 23    | 2,2  | 1,6   | 0,3 | Los Angeles Clippers | [ 26 ] |
| Tibor Pleiß            | Deutschland                        | Deutschland        | Bergisch Gladbach | Center          | 2015 | 2016  | 1  | 12    | 2,0  | 1,3   | 0,2 | Utah Jazz | [ 27 ] |
| Arvid Kramer           | Deutschland Vereinigte Staaten     |                    | Fulda             | Center          | 1980 | 1980  | 1  | 8     | 2,0  | 1,5   | 0,4 | Denver Nuggets | [ 28 ] |
| Tim Ohlbrecht          | Deutschland                        | Deutschland        | Wuppertal         | Center          | 2013 | 2013  | 1  | 3     | 1,0  | 0,3   | 0,3 | Houston Rockets | [ 29 ] |
| Elias Harris           | Deutschland                        | Deutschland        | Speyer            | Forward         | 2013 | 2013  | 1  | 2     | 0    | 0,5   | 0,5 | Los Angeles Lakers | [ 30 ] |

## Spieler, die in einem deutschsprachigen Land geboren wurden
| Spieler0             | Nationalität0                | R0                           | Geburtsort        | Pos.            | von       | bis       | S  | Sp  | PpS  | RpS  | ApS | Franchises                                                                                | Q      |
| -------------------- | ---------------------------- | ---------------------------- | ----------------- | --------------- | --------- | --------- | -- | --- | ---- | ---- | --- | ----------------------------------------------------------------------------------------- | ------ |
| Nikola Vučević       | Montenegro                   | Montenegro                   | Morges            | Center          | 2011      | heute     | 14 | 972 | 17,2 | 10,5 | 2,9 | Philadelphia 76ers, Orlando Magic, Chicago Bulls                                          | [ 31 ] |
| Carlos Boozer        | Vereinigte Staaten           | Vereinigte Staaten           | Aschaffenburg     | Forward         | 2002      | 2015      | 13 | 861 | 16,2 | 9,5  | 2,2 | Cleveland Cavaliers, Utah Jazz, Chicago Bulls, Los Angeles Lakers                         | [ 32 ] |
| Kiki Vandeweghe      | Vereinigte Staaten           |                              | Wiesbaden         | Forward         | 1980      | 1993      | 13 | 810 | 19,7 | 3,4  | 2,1 | Denver Nuggets, Portland Trail Blazers, New York Knicks, Los Angeles Clippers             | [ 33 ] |
| Enes Kanter Freedom  | Vereinigte Staaten           | Turkei                       | Zürich            | Center          | 2011      | 2022      | 11 | 748 | 11,2 | 7,8  | 0,9 | Utah Jazz, Oklahoma City Thunder, New York Knicks, Portland Trail Blazers, Boston Celtics | [ 34 ] |
| John Brown           | Vereinigte Staaten           |                              | Frankfurt am Main | Forward         | 1973      | 1980      | 7  | 486 | 7,4  | 4,4  | 1,4 | Atlanta Hawks, Chicago Bulls, Utah Jazz                                                   | [ 35 ] |
| Donté Greene         | Vereinigte Staaten           | U19                          | München           | Forward         | 2008      | 2012      | 4  | 253 | 6,1  | 2,4  | 0,7 | Sacramento Kings                                                                          | [ 36 ] |
| Anthony Randolph     | Slowenien Vereinigte Staaten | Vereinigte Staaten Slowenien | Würzburg          | Forward/ Center | 2008      | 2014      | 6  | 252 | 7,1  | 4,3  | 0,7 | Golden State Warriors, New York Knicks, Minnesota Timberwolves, Denver Nuggets            | [ 37 ] |
| Duane Washington Jr. | Vereinigte Staaten           |                              | Frankfurt am Main | Guard           | 2021      | 2023      | 2  | 79  | 9,1  | 1,5  | 1,9 | Indiana Pacers, Phoenix Suns                                                              | [ 38 ] |
| Jo Jo English        | Vereinigte Staaten           |                              | Frankfurt am Main | Guard           | 1992      | 1994      | 3  | 50  | 3,6  | 1,1  | 0,9 | Chicago Bulls                                                                             | [ 39 ] |
| Duane Washington     | Vereinigte Staaten           |                              | Eschwege          | Guard           | 1988 1993 | 1988 1993 | 2  | 19  | 2,8  | 1,3  | 2,1 | New Jersey Nets, Los Angeles Clippers                                                     | [ 40 ] |
| Kenton Edelin        | Vereinigte Staaten           |                              | Heidelberg        | Forward         | 1985      | 1985      | 1  | 10  | 1,1  | 2,6  | 1,0 | Indiana Pacers                                                                            | [ 41 ] |
| D. J. Stephens       | Vereinigte Staaten           |                              | Frankfurt am Main | Guard           | 2014 2018 | 2014 2018 | 2  | 4   | 2,3  | 1,3  | 0   | Milwaukee Bucks, Memphis Grizzlies                                                        | [ 42 ] |

## NBA Meisterschaften
| Titel | Spieler            | Nationalität | Jahr | Franchises            | Anmerkung      |
| ----- | ------------------ | ------------ | ---- | --------------------- | -------------- |
| 1     | Dirk Nowitzki      | Deutschland  | 2011 | Dallas Mavericks      | NBA Finals MVP |
| 1     | Isaiah Hartenstein | Deutschland  | 2025 | Oklahoma City Thunder |                |